# دهستان میان‌طالقان
دهستان میان طالقان یکی از دو دهستان بخش مرکزی شهرستان طالقان در استان البرز است. بخش مرکزی شهرستان طالقان به دو دهستان میان‌طالقان و پایین‌طالقان تقسیم می‌شود.

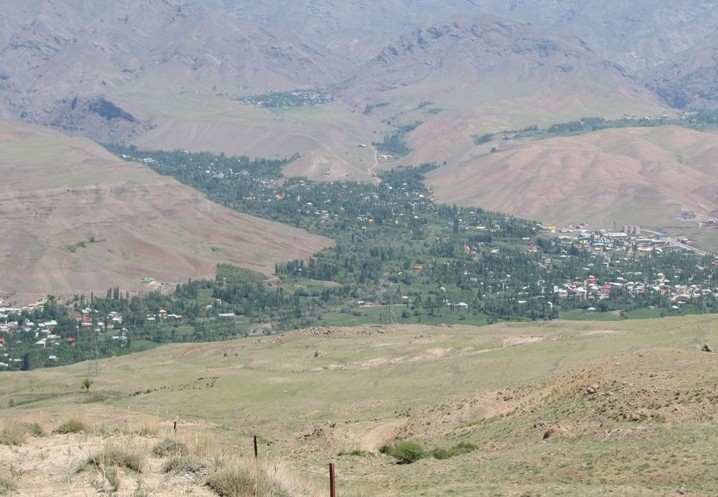
طالقان - نمای جنوب به شمال

دهستان میان طالقان از ۲۷ پارچه آبادی تشکیل شده است. در دهستان میان طالقان پرجمعیت‌ترین روستاهای بخش طالقان واقع شده‌اند که از آن جمله شهرک با ۵۷۰ خانوار، فشندک، زیدشت، آرموت و آرتون را می‌توان نام برد. شهر طالقان از روستاهای گلینک، و کولج تشکیل شده است به عنوان مرکز بخش مرکزی طالقان دراین دهستان قرار دارد. شهر طالقان در ارتفاع ۱۸۱۰ تا ۱۹۰۰ متر از سطح دریا قرار دارد. به خاطر ییلاقی بودن شهر، جمعیت آن از ۵۰۰۰ تا ۱۲ هزار نفر در نیمه اول و دوم در نوسان است.

## موقعیت جغرافیائی

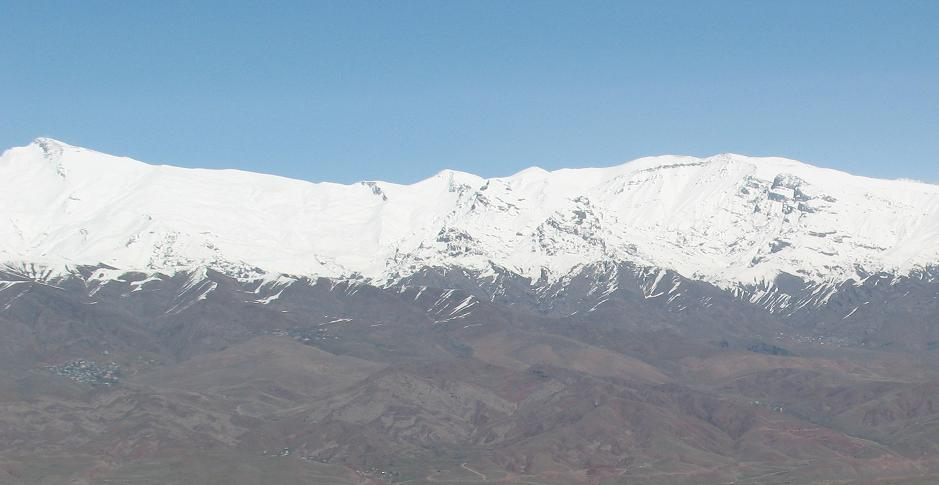
قله شاه البرز در رشته کوه طالقان -(البرز غربی) هفتمین قله ایران

دهستان میان طالقان از شمال شرق به شهرستان کلاردشت (استان مازندران) و از شمال غرب به شهرستان الموت (استان قزوین)از شرق به بخش بالا طالقان و از غرب به دهستان پایین‌طالقان و از جنوب به دو بخش مرکزی و چندار شهرستان ساوجبلاغ محدود است. کوه شاه البرز در شمال و کوه ارزنگ در جنوب این دهستان قرار دارد. کوه شاه البرز با ارتفاع ۴۲۰۰ متر هفتمین قله مرتفع کشور محسوب می‌گردد.

## رودخانه‌ها

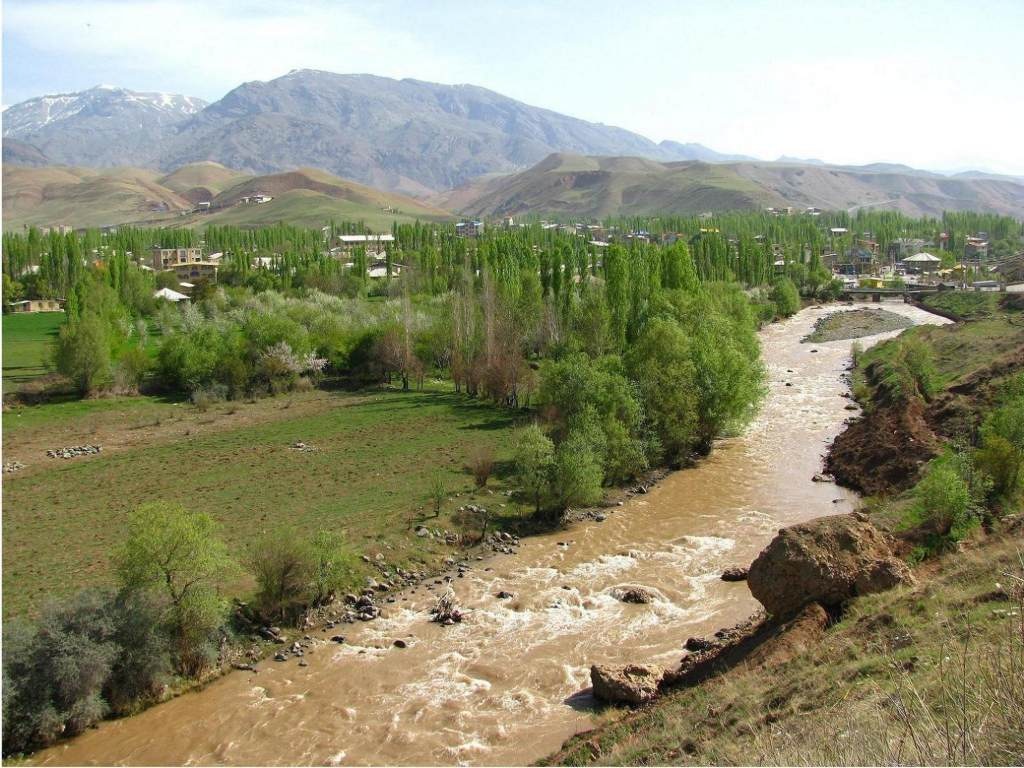
رودخانه شاهرود در حدفاصل شهرک و گلینک

رودخانه شاهرود. رودخانه از سه راهی وشته در شرق وارد دهستان شده و سپس از قسمت جنوبی شهرک طالقان عبور می‌کند. رودخانه‌های ورکش و
حسن جون در این مسیر به شاهرود می‌پیوندند. رود در ادامه از جنوب روستای گلینک به سمت غرب ادامه مسیر می‌دهد و در نزدیکی جنوب روستای باریکان وارد ابتدای محدوده حوزه دریاچه سد طالقان می‌شود. در دهستان میان طالقان رودخانه‌های باریکان روخانه و فلکبا روخانه نیز به شاهرود می‌پیوندند. شاهرود دهستان میان طالقان را به دو نیمه شمالی و جنوبی تقسیم می‌کند .۷ روستا در نیمه جنوبی و ۲۰ روستا در نیمه شمالی دهستان استقرار دارند.

## آب و هوا
آب و هوای دهستان میان طالقان در زمستان سرد و خشک و از نیمه دوم بهار و تمامی تابستان به صورت معتدل و خنک می‌باشد. میانگین سالانه بارندگی دهستان در یک دوره بلند مدت بیست ساله آماری، شهرک ۴۷۱ میلیمتر، زیدشت ۴۸۰ و گلینک ۴۴۶ میلیمتر و میانگین بارندگی سالیانه حدود ۵۰۰ میلیمتر محاسبه شده است.
میانگین درجه حرارت سالیانه در دهستان حدود ۵/۹+ است. توسط حداکثر دما ۵/۲۷+ و متوسط حداقل دما۳/۱۱- درجه سانتی گراد ثبت شده است.

## راه دسترسی
دسترسی به دهستان میان طالقان از طریق راه اصلی طالقان امکانپذیر است. جاده اصلی از کیلومتر ۹۰ بزرگراه کرج - قزوین آغاز و پس از پیمودن دهستان زیاران از طریق گردنه ابراهیم‌آباد وارد بخش طالقان می‌شود.
جاده دسترسی پس از ورود به بخش از گردنه ابراهیم‌آباد ابتدا از دهستان پائین طالقان عبور می‌نماید و با گذر از گذرگاه کوهستانی ارتفاع کم می‌نماید. این مسیر به‌ویژه در زمستانها به دلیل برفگیری کمی سخت‌گذر است. در این مسیر جز آبادی جدید الاحداث میان‌بیشه‌ای‌اسلی‌سر روستای دیگری موقعیت ندارد. جاده سپس به روستای زیدشت اولین روستای بخش و نیز دهستان میان طالقان وارد شده و پس از ۵/۴ کیلومتر به مرکز دهستان و بخش به شهر طالقان می‌رسد. این جاده پس از حدود۷ کیلومتر از سه راهی روستای وشته از دهستان خارج می‌شود. بخشی از راه دسترسی از کناره سد زیبای طالقان می‌گذرد.
یکی در از راه‌های دسترسی به طالقان از سمت شهرهای شمالی کشور، جاده کندوان از سمت مازندران، جاده چالوس به تهران می‌باشد. بخشی از جاده هماکنون به صورت خاکی می‌باشد و تردد زیادی در آن صورت نمی‌گیرد.
راه جدید (دردست احداث) در سالهای اخیر احداث راه جدید دسترسی به طالقان از طریق مسیر کردان-طالقان که حدوداً ۳۰ کیلومتر طول دارد آغاز شده است که به عنوان یک طرح ملی در شرف بهره‌برداری می‌باشد. با اتمام این جاده حدود ۵۰ کیلومتر مسافت به مرکز طالقان شهرک نسبت به جاده قدیم کاهش می‌یابد.

## آثار باستانی
از ۵۳ محوطه یاستانی ثبت شده در بخش طالقان توسط سازمان میراث فرهنگی و گردشگری که در (پایگاه اطلاعات جغرافیائی محوطه‌های باستانی استان تهران) ثیت شده است. ۲۷ محوطه در دهستان میان‌طالقان استقرار دارند.

محوطه باستانی <سنقرکلایه> (تپه سمت راست رودخانه باریکان)

اسامی محوطه‌های باستانی دهستان میان‌طالقان که در ۴ یخش :غار/قبرستان/تپه/قلعه/طبقه‌بندی شده است عبارتند از: غار:غار بادامستان (روستای وشته)-غار وی یا (روستای ورکش)-غار پنجعلی (روستای باریکان و میناوند) تپه باستانی :
تپه دره میراش (روستای میراش)- تپه قلا دوش (روستای جزن)- تپه زرده‌گهره و پنجعلی‌تپه (روستای ورکش) تپه قاضی میر سعید (روستای کولج)- تپه سالوخاک (روستای نویزک) تپه شلانک بن (روستای گلینک)- تپه خوزه‌کول (روستای باریکان) تپه سنقر کلایه (روستای باریکان) آردکان تپه (روستای اردکان))- تپه جیر ارژنگ (روستای میناوند)- تپه تکیه سر (شهرک)-قبرستان خسبان (روستای خسبان) –تپه هرنج (روستای هرنج) –تپه آشکار چر (روستای ورکش)- تپه کوشککی دیم (روستای بزج) قبرستان:
قبرستان هورسی بند (روستای شهرک)- قرستان رونا سر (روستای زیدشت) –- قبرستان واگین سو (شهرک)- قبرستان آرچیلان (روستای آرتون) قلعه:
قلعه سگران (روستای سگران) - قلعه کیقباد (روستای هرنج) – قلعه منصور (روستای هرنج) قلعه ارژنگ (روستای میناوند) تپه خرابه‌های تلو (شهرک)